# 基礎

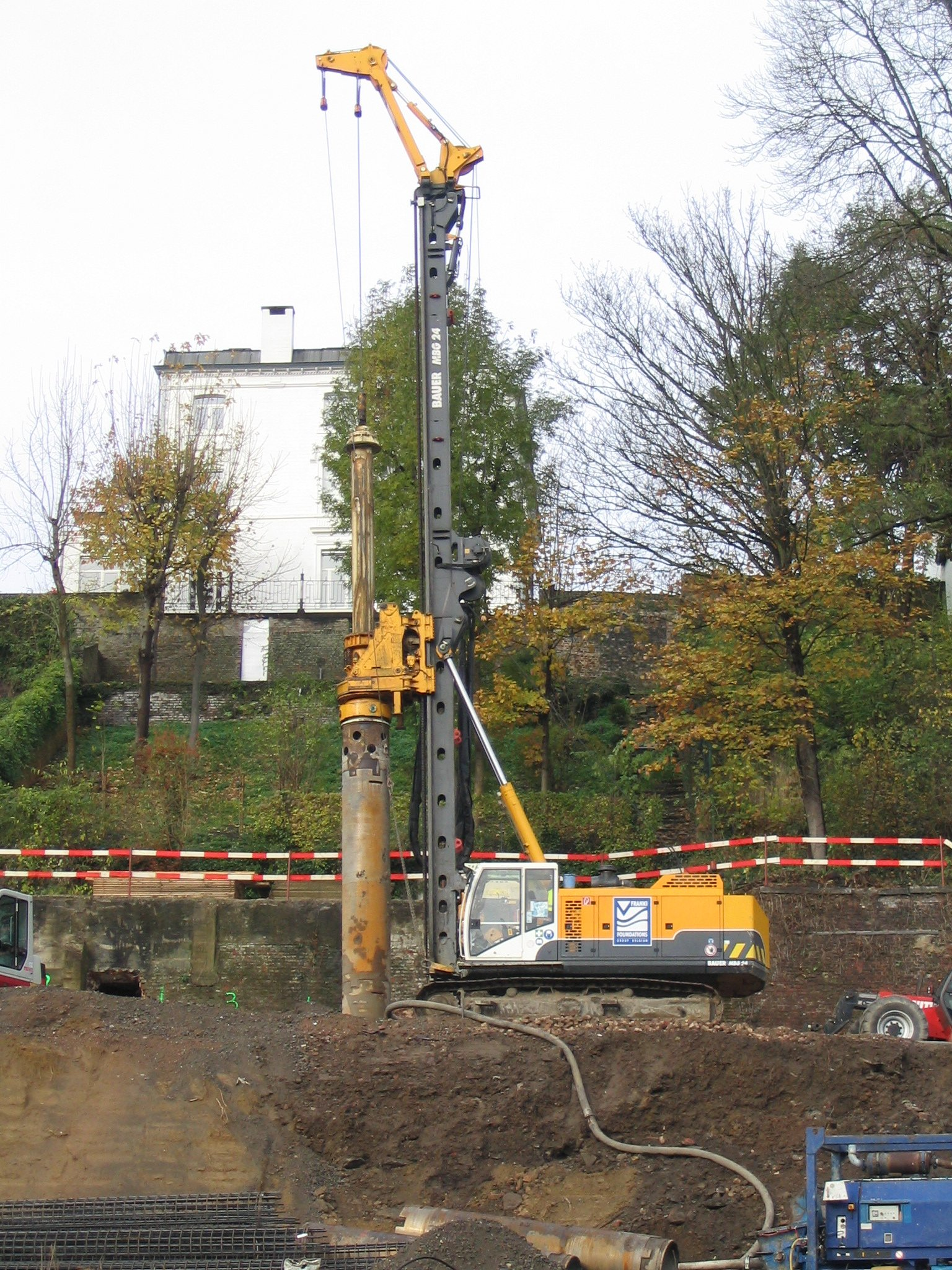
杭基礎の掘削

基礎（きそ、英: foundation）とは、構造物からの力を地盤に伝え、構造物を安全に支える機能をもつ構造である。下部構造（かぶこうぞう）とも呼ばれ、それに対して建築物本体や主桁を上部構造と呼ぶ。

## 概要
基礎の役割は上部構造が受ける鉛直荷重（構造物の自重や上載荷重など）や水平荷重（地震力・土圧・水圧など）を支え、その荷重を支持地盤に伝達させる役割を持つ。
構造物の基礎を作る工事を基礎工（基礎工事）と呼ぶ。その施工方法を基礎工法と呼ぶ。

## 基礎の形式

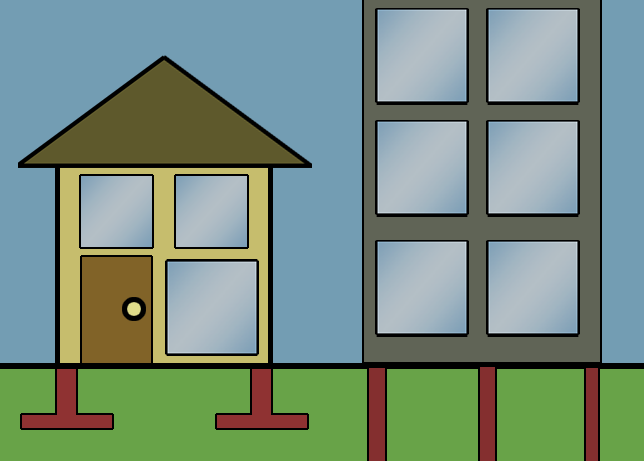
布基礎（左）杭基礎（右）

### 直接基礎
直接基礎とは比較的浅い場所にある支持地盤の上に基礎を設置したもの。
- べた基礎：コンクリートスラブ（板）を支持地盤とする[2]。
- フーチング基礎（布基礎）：基礎の底面を拡幅することで構造物から受ける荷重を分散させる[2]。英語の"footing"から来ている。

### 杭基礎
杭基礎とは支持地盤が10 - 100 m（メートル）と深い場合に用いられる基礎。
- 既製杭：工場で規格化された品質管理の下で製作され、価格も比較的安価になる傾向にある[2]。杭の先端を打込杭工法や埋込杭工法などによって支持層まで打ち込むことで設置[2]。
- 場所打ち杭：アースオーガや大口径ボーリングマシン、または人力によって地盤を削孔し、鉄筋かごを挿入したのちにコンクリートを打設することで基礎を設置[2]。騒音・振動防止が必要な場合に用いられる[2]。

### ケーソン基礎
ケーソン基礎は接地面積を広くする必要がある場合や基礎の剛性を高める必要がある場合、地下水位が高い場合に用いられる。施工時点の位置（現位置）で鉄筋コンクリート製の筒をロットに分けて順次構築していき、底面を掘削しながら支持地盤まで沈設することで設置。断面形状は矩形、円形、小判型など自由度が高い。

### 鋼管矢板基礎
鋼管矢板基礎とは鋼管矢板を円形などに連結して打設し、その内側を掘削することで本体構造物と一体化した基礎のこと。施工時には止水壁や山留壁といった仮設構造物としての役割を果たし、完成後は剛性の高い基礎となる。

### 地下連続壁基礎
地下連続壁基礎とは鉄筋コンクリートの壁を形成し、それを基礎とするものである。

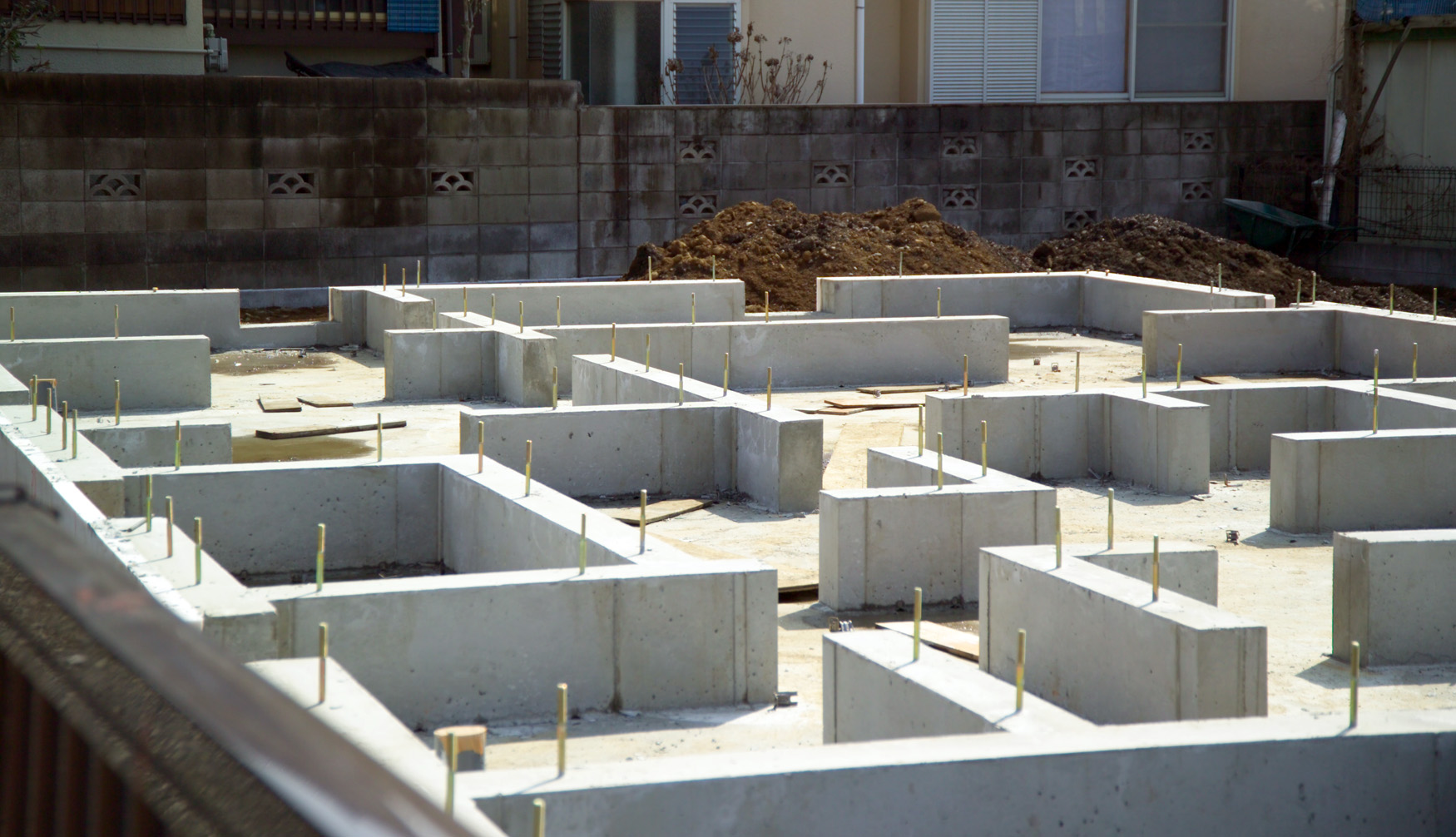
布基礎（防湿用または耐圧盤のコンクリートが敷設されている）

### 木構造に用いる基礎
木構造建築物、主に一般住宅には、布基礎と独立基礎が用いられる。地盤の補強と整地を兼ねた地業を行ない、その上に捨コンクリートをし、構造に適応する基礎が施工される。
布基礎
土台を乗せることが多い。この場合、予めアンカーボルトを付属させておく必要がある。幅は12cm以上ある必要がある。日本では明治年間の濃尾地震、芸予地震を通じ、布基礎の上に建てた木造家屋は独立基礎と比べて破損が少なかったことが報告された。　
独立基礎
特に大きな荷重がかかる柱や束などの下に用いられることが多い。柱や床束の乗せられる束石、くつ石もその一種である。
これらは、地盤条件、構造物の性質、施工条件などを考慮に入れて、選択される。

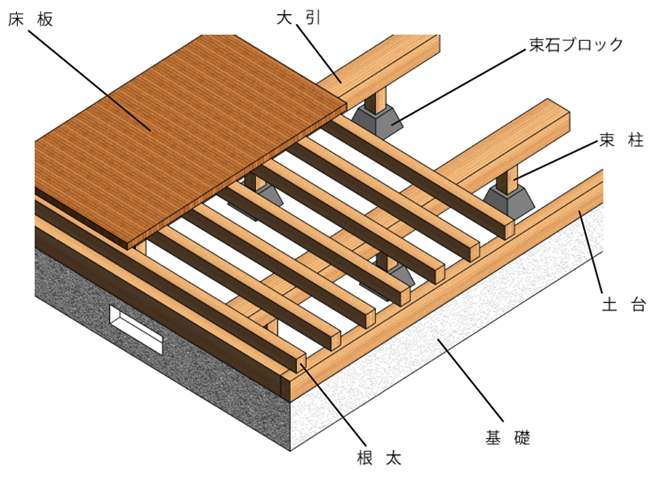
木構造に用いる基礎

## 基礎をめぐるできごと
- 1925年（大正14年）9月18日、日本の国会議事堂（第二次仮議事堂）が火災により焼失。基礎部分は無傷で建物の図面も残されていたことから、既存の基礎の上に焼失前と同等の建物[5]が僅か3ヶ月で再建された。